# The Skatalites
The Skatalites es una banda de ska fundada en Kingston, Jamaica, en 1964. Es considerada la agrupación más importante de dicho género musical, ya que con frecuencia se les atribuye el mérito de ser sus creadores, pero también se le ha dado el atributo de ser "la madre de la música popular jamaicana", puesto que sentaron las bases de los sonidos jamaicanos que han alcanzado renombre internacional durante la segunda mitad del siglo XX.Además de hacer música ska, la agrupación ha incursionado en otros géneros musicales propios de la isla, como el rocksteady y el reggae.
Los miembros originales de la banda fueron Don Drummond (trombón), Tommy McCook (saxo tenor y flauta), Roland Alphonso (saxo tenor), Lester "Ska" Sterling (saxo alto), Johnny "Dizzy" Moore (trompeta), Lloyd Brevet (bajo), Lloyd Knibb (batería), Donat Roy "Jackie" Mittoo (Piano y Órgano) y Jerome "Jah Jerry" Haines (Guitarra).
Los Skatalites fueron y siguen siendo una agrupación de músicos de primer nivel que no solo definieron el sonido de Jamaica, sino que fueron el sonido mismo de la isla durante las décadas de 1950 y 1960. Sus primeras grabaciones bajo el nombre de la banda datan de junio de 1964, sin embargo estos músicos habían trabajado bastante tiempo antes como banda de estudio para el sello Studio One, grabando principalmente Rhythm & Blues. 
Aunque el grupo existió oficialmente en su encarnación original por menos de 18 meses entre 1964 y 1965, sus miembros aportaron su estilo característico a cientos de lanzamientos musicales de Jamaica desde mucho tiempo atrás, y desde 1983, año en que la banda se reestructuró, se ha mantenido vigente y como la gran referente del ska.

## Antecedentes de la banda: El Alpha Boys School
Desde las primeras grabaciones de ska se notaba mucho la influencia del calipso, el jazz y el blues. Parte de esta influencia se desarrolló dentro de las instalaciones del Alpha Boys School, un colegio dirigido por las Religiosas Hermanas de la Misericordia, que atendía a jóvenes problemáticos, pero además de esto, la escuela era famosa por su programa de música, y con el paso de los años convirtió a cientos de niños díscolos en artistas destacados. Era una escuela católica de monjas y sacerdotes, donde no sólo se enseñaba música, sino también algún oficio y la mayoría de los profesores eran exalumnos de la escuela.
Esta institución hacía fuerte hincapié en la formación musical, especialmente con instrumentos de viento. El programa musical de aquella escuela no se ceñía a los estilos clásicos, sino que exploraba referentes populares y cercanos como el mambo, el calipso y el cha cha cha, y fue tan potente que moldeó la que puede considerarse una de las generaciones de músicos de jazz más brillantes del siglo XX. 
Los alumnos del Alpha Boys School han influido históricamente en la dirección del jazz, el ska, el reggae y el dancehall en todo el mundo. Moore, McCoock, Sterling y Drummond eran todos exalumnos de dicha institución. Estos cuatro músicos acabaron tocando en el circuito hotelero, produciendo versiones de R&B y jazz para los turistas. Antes de finales de los años 50, esta era la única industria musical real de Jamaica fuera de la escena del mento, y sin sellos discográficos locales, los centros turísticos eran la única forma en que los músicos podían ejercer su oficio.

## Origen del nombre "Skatalites"
Los Skatalites debutaron formalmente en junio de 1964, según los cálculos de los propios miembros, aunque han dado historias contradictorias sobre cómo se nombraría la agrupación. Ranglin le da crédito a Moore, Knibbs se acredita a sí mismo, pero no hay duda de quién se le ocurrió el nombre, ese honor es para McCook. En palabras de Joseph "Lord Tanamo" Gordon, uno de tantos vocalistas de The Skatalites:

“Varios nombres fueron propuestos y criticados, tales como The All Stars, hasta que yo sugerí The Orbits, y alguien dijo Itallites. Entonces Lloyd Knibb dijo ‘no, Satellites’, y Tommy (McCook) dijo ‘no, nosotros tocamos Ska, Skatalites’. Y así fue”.
Lord Tanamo.

## Trayectoria musical

### Los años 50 y el periodo de "músicos de sesión"
Los miembros originales de la banda obtuvieron su formación musical a partir de los músicos de jazz de la isla. Por eso, aunque se inspiraron en lo que sonaba en Estados Unidos (jazz, rhythm & blues, soul, boogie woogie) y los sonidos africanos, la música de The Skatalites (y por lo tanto el ska), contiene muchos elementos propios del jazz.
Los Skatalites se formaron en 1964, pero ya llevaban años actuando juntos como músicos de sesión o banda de acompañamiento de casi todos los vocalistas que pasaban por el mítico Studio One de Sir Coxsone Dodd. La orquesta que los agruparía a todos trascendería por ser aquella que integraba a los músicos de sesión más importantes de la época, ya que también integraban otras orquestas y entablaron amistad y relaciones laborales con otros artistas. De igual forma, esta orquesta era el marco de una amplia diversidad de cantantes solistas, ya que fue el respaldo de muchos de los talentos que surgieron en la isla. Entre esos cantantes destacan Bob Marley, Jimmy Cliff, Stranger Cole, Alton Ellis, Ken Boothe, Delroy Wilson, Peter Tosh, Bunny Wailer, Patsy Tood, Toots & The Maytals, Laurel Aitken o Prince Buster.   
Además de tocar en cada registro realizado en Studio One durante este tiempo, también tocaron en una gran cantidad de grabaciones para otros productores como Duke Reid (Treasure Isle Records) y Justin Yap (Top Deck). Como estaban firmados exclusivamente para Studio One, este pluriempleo a menudo implicaba ligeras alteraciones de la alineación original o grabaciones con un nombre diferente.Por ejemplo, se sabe que en algunas ocasiones llegaron a ser presentados en el estudio de grabación con el nombre de "Studio One Orchestra".
Muchas de sus grabaciones fueron lanzadas comprensiblemente bajo el nombre del vocalista y no de la banda. Incluso entre el repertorio propio del grupo, muchos registros fueron acreditados al compositor, no a la banda. Por ejemplo, "Guns of Navarone" originalmente se atribuyó a Roland Alphonso, no a los Skatalites, o el caso del tema "Simmer Down", el cual está acreditado como pieza musical de The Wailing Wailers, pero los músicos que grabaron en el estudio fueron los Skatalites. La cantidad real de grabaciones que realizaron es una incógnita, cifra que se hizo más difícil de definir por el hecho de que los músicos normalmente no se acreditaban en los singles.   
Para agregar mayor confusión, en el estudio de grabación los Skatalites podrían ser cualquiera de una serie de músicos colaboradores, y no solamente los integrantes de cabecera. Ejemplo de esto son el guitarrista Ernest Ranglin, el pianista Gladstone Anderson, el trombonista Rico Rodríguez y el trompetista Oswald "Baba" Brooks, que fueron sólo algunos de los muchos músicos que participaron en las sesiones de grabación junto a la orquesta.   
Como grupo de estudio, la banda grababa todo en una pista y el cantante en otra, logrando así grabaciones "de una sola toma". Estas condiciones forjaron una unión entre los músicos que sólo podía llegar como resultado a una conclusión lógica: formar su propia banda.

### Primera etapa: 1964-65
A principios de los años sesenta, Lloyd Knibb, Johnny Moore y el joven Jackie Mittoo tocaban juntos en The Sheiks. La banda cambió de nombre en 1963 y surgió como The Cavaliers Orchestra. Fue en ese momento cuando estos tres comenzaron a hablar sobre la posibilidad de formar una nueva banda. Don Drummond y Roland Alphonso estuvieron involucrados desde el principio, al igual que Lloyd Brevett. Se sabe que Brevett y Knibb habían estado haciendo conciertos juntos desde los años cuarenta en el "Coney Island Amusement Center" y tenían el acuerdo de que uno siempre intentaría conseguir trabajo con el otro. 
Se pensó invitar al guitarrista Ernest Ranglin para que formara parte del proyecto, pero éste estaba demasiado ocupado para comprometerse con el nuevo grupo, por lo que recomendó a su alumno, "Jah Jerry" Haines. Para darle una mayor solidez a la banda, reclutaron a Tommy McCook, que había sido director de orquesta en las Bahamas, lo que le dio al grupo ese aire de "big band" tan popular en ese momento entre el circuito hotelero y las salas de baile. Los Skatalites contaban con cuatro vocalistas en sus actuaciones en directo. Al principio, eran Tony DaCosta, Doreen Shaffer y el cantante de calipso Joseph Gordon "Lord Tanamo". A ellos se les unió el barbadense Jackie Opel, que era un genio en el escenario que podía bailar de maravilla y, según se dice, poseía un registro de seis octavas. 
La primera mención de The Skatalites en la prensa de Jamaica aparece en el diario The Gleaner en mayo de 1964 y tocaron por primera vez el 27 de junio en el club Hi Hat (un club-burdel al estilo de Nueva Orleans que era propiedad de Orville "Billy" Farnum) en Rae Town, Kingston. Coxsone Dodd colaboró al principio con el impulso de la banda. Dodd explica: 

"Cuando se formó la banda, yo proporcioné el sistema de sonido, los micrófonos y todo lo que fuera necesario, también el amplificador de guitarra y demás. Ayudé con el transporte y proporcioné espacio para guardar el equipo y los instrumentos. Fui parte de la promoción de las primeras presentaciones y otros conciertos para que la banda despegara, porque pensé que, si estaba grabando a los Skatalites, era bueno que se hicieran populares en las calles, ¿no?"
Sir Coxsone Dodd.

Después del concierto inicial en el Hi Hat, hubo conflictos dentro del grupo y, según Jackie Mittoo, los Skatalites casi se separaron. Mittoo describió la situación: “Había demasiadas estrellas en el grupo y no todos podían llevarse bien”. Según Lloyd Knibb, Jah Jerry se había enfadado mucho con el concierto y amenazó con dejar de tocar en directo a partir de entonces. A pesar de esto, la banda logró prosperar y no tardaron mucho en conseguir un contrato en el "Bournemouth Beach Club" en Eastern Kingston, donde actuaban tres noches a la semana, así como una presentación permanente los domingos en el Orange Bowl en Orange Street. 
Los Skatalites tocaron por toda la isla concertando fechas puntuales, por ejemplo una que, según una funda de Studio One 45, tuvieron el lunes 27 de julio de 1964, cuando tocaron en el "Jamaica Success Club" en 63 Wildman Street. Tocaron en el "Embassy Club", el "Wooden Spoon" y el "Cellar Club" en Mobay, pero sin duda, uno de los shows más destacados fue en el "Club Calypso" en el Good Hope Road en Falmouth, en el que una enfermera que trabajaba en el Hospital de Falmouth supuestamente bailó hasta morir. Brevett cuenta una anécdota al respecto: 

“Una noche que tocábamos en un local abarrotado de gente vi que venía una mujer y se ponía a bailar ska. Yo estaba observando cómo bailaba aquella mujer y se calló redonda. Cuando terminamos de tocar supimos que había muerto. La sacamos de allí. El ska la había hecho caerse muerta (se ríe). Un asunto muy grave. (…) Sí hombre, el ska, The Skatalites, detuvieron los latidos de su corazón”.
Lloyd Brevett.

Durante el apogeo del ska, sólo productores como Dodd, Duke Reid y Justin Yap eran capaces de contratar a los Skatalites para una sesión. Aun así, en ocasiones esos tres necesitaban suplentes. Los principales productores para los que trabajaron los Skatalites fueron, además de Coxsone y Reid, los inmortales Prince Buster, Justin "Phillip" Yap, Victor "Randy" Chin, Vincent "King" Edwards, Lyndon O. Pottinger y Leslie Kong. 
El álbum debut de la banda, "Ska Authentic Vol. 1" fue lanzado en 1964 por Studio One Records. Ese mismo año, la canción "Man in the Street", escrita por Don Drummond, entró en el Top 10 del Reino Unido. Justin Yap y su hermano Duke Yap dirigían el sello Top Deck. Justin Yap conoció a los Skatalites gracias a Allan “Bim Bim” Scott, el asistente de Coxsone, quien conocía personalmente a los músicos y le sugirió a Yap que los grabara. Durante una sesión de grabación que duró toda la noche en Studio One en noviembre de 1964, Yap grabó algunas de las melodías clásicas de The Skatalites, todas escritas por Don Drummond, entre ellas “Confucius”, “Chinatown”, “The Reburial”, “Smiling” y “Marcus Junior”.  
Con el crecimiento del sello Studio One, los miembros de la banda pronto se encontraron con casi más presentaciones de las que podían manejar, haciendo giras por la isla como banda de acompañamiento para la mayoría de los artistas del sello al mismo tiempo que hacían sus presentaciones como "The Skatalites". Como muchas de las grabaciones de la banda se publicaron solo con el nombre de los vocalistas, históricamente ha sido difícil discernir el alcance completo de su catálogo. 
Afortunadamente, el estilo de los miembros es tan único que a menudo se les reconoce con unas pocas notas, y los archivistas modernos han intentado solucionar estas injusticias con recopilaciones que incluyen a la banda, independientemente de la acreditación original. Por ejemplo, la producción "Ska Ra Van: Top Sounds from Top Deck", del sello West Side, ha publicado numerosas compilaciones de los Skatalites, todas tomadas de sus sesiones para los hermanos Yap, mientras que la producción "Heartbeat Foundation Ska" reúne un lote de cortes de la banda grabadas para Studio One. El vibrante tempo swing de la banda, los metales jazzísticos y el ritmo constante del skanking identifican a los Skatalites más fuerte que cualquier crédito escrito, tan fácilmente escuchados en los lanzamientos vocales como en sus propios instrumentos.
Los Skatalites resultaron ser un atractivo musical muy sólido, ya que se hicieron de un gran número seguidores, la banda contaba con solistas y cantantes invitados de primer nivel y se fomentaba la participación del público "lanzando" la banda al comienzo de cada espectáculo.
La historia de los Skatalites dio un giro terrible a finales de 1964. Tenían programada una presentación en el club "La Parisienne" de Harbour View en la víspera de año nuevo, pero Don Drummond, que tenía antecedentes de enfermedad mental, entró en crisis y apuñaló hasta la muerte a su esposa Anita "Margarita" Mahfood, quien también participaría en algún momento como vocalista de la banda. Drummond fue arrestado y enviado al sanatorio Bellevue, donde murió en 1969. 
Drummond era un compositor tan voraz que cuando murió, con tan solo 27 años, había escrito más de 300 canciones. McCook dijo que Drummond podía convertir una simple canción en una joya, y sin esta fuerza creativa, los Skatalites se desintegraron y los miembros tomaron caminos separados. La tragedia, combinada con las deficiencias en los pagos que Coxsone le daba a los Skatalites, creó conflictos entre los miembros de la banda, que eran todos músicos muy independientes con sus propias agendas, horarios y preocupaciones. 

“Decidí dejarlo porque este tipo no pagaba lo que queríamos que pagara. No pudimos conseguirlo, así que tuvimos que dejar de tocar. Y Drummond era el punto culminante de la banda”

Los Skatalites siguieron tocando seis meses más después de esta tragedia, pero la chispa se estaba apagando. Según Johnny Moore, el concierto del primer aniversario de los Skatalites fue en el "Glass Bucket Club" el 27 de junio de 1965. En medio de rencillas entre los integrantes de la banda, se llevaría a cabo el último concierto de The Skatalites. McCook lo recuerda como un baile policial en el "Runaway Bay Hotel" en agosto de 1965, mientras que Moore y Sterling sienten que el último concierto fue el espectáculo del primer aniversario.
Finalmente para agosto de 1965 McCook dejó la banda, los demás miembros decidieron no seguir adelante sin él y terminaron por separarse. Con un talento tan profundo, es asombroso pensar que los Skatalites estuvieron juntos tan solo por poco más de un año. Sin embargo, varios de los miembros siguieron tocando juntos y se formaron dos nuevos grupos: Alphonso, Mittoo, Moore y Brevett formaron The Soul Brothers, que más tarde se convertirían en The Soul Vendors y que se volvió la nueva banda de sesión del Studio One (además de que Jackie Mittoo comenzó a trabajar como arreglista y productor), mientras que McCook formó la orquesta Tommy McCook & The Supersonics, que comenzaron a trabajar como la orquesta de sesión exclusiva de Treasure Isle, el nuevo estudio de Duke Reidy que tiempo después se convertiría en The Revolutionaires y luego en The Aggrovators. Por su parte, Sterling se puso a trabajar con el productor "Sir" Clancy Collins.

### Segunda etapa: 1983-presente
A medida que su trabajo de sesión continuaba a buen ritmo, muchos de los antiguos miembros se encontraron trabajando juntos de nuevo. En 1975, McCook, Alphonso, Sterling, Ranglin, Mittoo y Knibbs se reunieron para grabar el álbum solista de Brevett, "African Roots". Dos años más tarde, apareció el álbum Hot Lava, acreditado a Tommy McCook con la participación de the Skatalites, pero a diferencia del álbum "solista" de Brevett, este presentaba mejores arreglos y producción. Lanzado en 1978, Jackie Mittoo presentaba a un grupo de ex Skatalites. Ese mismo año, el director de Island, Chris Blackwell, convenció a los miembros para que se volvieran a reunir y grabaran el álbum "Big Guns", pero debido a la discordia existente entre Blackwell y McCook, el disco permaneció sin publicarse hasta 1984, cuando finalmente se lanzó como "Return of the Big Guns". El año anterior, el grupo se había reunido nuevamente bajo los auspicios del productor Bunny Lee para grabar el álbum "The Skatalites con Sly & Robbie & Taxi Gang".
En 1986, los Skatalites hicieron oficial la reunión y comenzaron a tocar regularmente. En 1989 realizaron una gira mundial como banda de acompañamiento de Bunny Wailer, y en 1990 realizaron el mismo trabajo para Prince Buster. Ese mismo año Jackie Mittoo sorpresivamente abandonaría a la banda por problemas de salud y finalmente el 12 de diciembre fallecería a causa de cáncer. A pesar de la muerte de Mittoo, la banda siguió adelante, y en 1993 apareció un álbum de material nuevo, "Ska Voovee", que ahora contaba con una formación principal compuesta por McCook, Brevett, Sterling y Knibbs. El álbum fue muy aclamado.
Parecía que el ska estaba experimentando un resurgimiento masivo en los Estados Unidos, y las constantes giras de la banda en el extranjero le habían cimentado un seguimiento mundial. Durante mediados de los 90's los Skatalites regresaron a sus raíces de jazz, pero a los fanáticos del ska no les importó en lo más mínimo. Alphonso se reincorporó de forma permanente a la banda para el álbum "Hi-Bop Ska: The 30th Anniversary Recording" de 1994, que también contó con invitados tan ilustres como la ex vocalista Doreen Schaffer, Prince Buster, Toots Hibbert y un grupo de músicos de jazz de primer nivel.
El álbum le valió a la banda merecidamente su primera nominación al Grammy, sin embargo, tantos años de trabajo comenzaron a cobrar factura a los miembros de la banda, y en 1995 Tommy McCook sufrió un ataque cardíaco, con lo cual los Skatalites continuaron con su agitada agenda de giras sin él. El saxofonista tenor se reincorporó a principios del año siguiente, pero solo unas semanas después se vio obligado a abandonar definitivamente las giras debido a problemas de salud. Afortunadamente, McCook todavía pudo grabar, y el álbum "Greetings from Skamania" de 1996 sigue siendo un tributo a su determinación, además de que le valió al grupo una segunda nominación al Grammy. A pesar de esto, el 5 de mayo de 1998, el legendario saxofonista falleció a los 71 años. Ese mismo año, los Skatalites lanzaron "Ball of Fire", en el que regrabaron muchos de sus viejos éxitos de ska en su nuevo estilo de jazz. En otoño, durante una presentación en el Key Club de Hollywood, Roland Alphonso se desplomó en el escenario, entró en coma poco después y murió el 20 de noviembre, causando una baja sensible en la alineación de la banda, pero los Skatalites siempre fueron más que la suma de sus partes, y la banda siguió adelante. 
Comenzó el siglo XXI y la banda lanzó en el 2000 el álbum "Bashaka", con lo cual su agenda de giras continuó sin cesar. Mientras tocaban en una gira por Europa a finales de 2001, grabaron una vez más, esta ocasión en Francia, lo que dio como resultado el lanzamiento en 2002 de "From Paris with Love", que incluía versiones reelaboradas de algunos de sus clásicos junto con un puñado de canciones nuevas. Durante los siguientes cuatro años estuvieron de gira por Europa, Estados Unidos y Latinoamérica, y aprovechando esta situación publicaron dos álbumes en directo: "Roots Party", que fue el directo de una presentación en Bruselas en 2003, y "The Skatalites in Orbit", grabado en un concierto realizado desde Buenos Aires, Argentina en 2005.
Grabado en Byron Bay, Australia, la banda lanzó el jazzero "On the Right Track" en 2007, el cual incluía material completamente nuevo grabado en un enfoque clásico en vivo de una sola toma. A pesar del éxito del último álbum y de continuar con sus constantes presentaciones en diversas partes del mundo durante el resto del año, la tragedia volvería a la banda, pues en agosto de ese año murió "Jah Jerry" Haynes y al año siguiente, en 2008, falleció Johnny Moore a causa de cáncer de colon. La banda seguiría haciendo presentaciones a nivel mundial durante finales de los 2000 con la integración y colaboración de músicos nuevos. Sin embargo, en mayo de 2011 falleció Lloyd Knibb, también a causa de cáncer pero de hígado, seguido por Lloyd Brevett un año después, en 2012, a causa de un derrame cerebral. 
A medida que el paso del tiempo cobró factura, una versión actualizada de la banda liderada por la cantante Doreen Shaffer y el saxofonista Lester Sterling continuó de gira y grabando, lanzando álbumes como "Walk with Me" de 2012 y "Platinum Ska" de 2016, incluso mientras aparecían diversas recopilaciones de la banda de sellos de todo el mundo que celebraban su música atemporal. Uno de los últimos eslabones de los Skatalites originales desapareció el 16 de mayo de 2023, con la muerte de Lester Sterling a la edad de 87 años, dejando a la banda con Doreen Schaffer como la última integrante original desde su formación, pero contando con la participación de diversos músicos de gran nivel que la han mantenido vigente.
La popularidad de los Skatalites después de todos estos años es el resultado del trabajo de los fundadores del sonido ska y de quienes formaron la agrupación, los verdaderos pioneros. La música que establecieron dio lugar a versiones modernas del ska y a otras encarnaciones de la mezcla de jazz y calipso, y hoy en día es, sin lugar a dudas, la agrupación más importante del ska a nivel mundial.

## Miembros

### Miembros originales
- Don Drummond: trombón (f.).
- Tommy McCook: saxo tenor y flauta (f.).
- Roland Alphonso: saxo tenor (f.).
- Lester Sterling: saxo alto.(f).
- Johny «Dizzy» Moore: trompeta (f.).
- Lloyd Brevett: bajo, contrabajo(f.).
- Lloyd Knibb: batería (f.).
- Jackie Mittoo: piano y órgano (f.).
- Jerome «Jah Jerry» Haines: guitarra (f.).

Además de estos extraordinarios músicos, en su primer etapa tuvieron el acompañamiento de los vocalistas:
- Doreen Shaffer.
- Jackie Opel.
- Tony DaCosta.
- Lord Tanamo.

### Miembros actuales (al 2024)
- Doreen Shaffer: voz.
- Vin Gordon: trombón.
- James Smith: trompeta
- Anant Pradhan: saxofón
- Aurelien "Natty Frenchy" Metsch: guitarra.
- Val Douglas: bajo.
- Larry McDonald: percusiones.
- Trevor "Sparrow" Thompson: batería.
- Ken Stewart: teclados.

### Colaboradores
La siguiente lista muestra a algunos de los tantos músicos que han participado con The Skatalites a lo largo de su trayectoria musical. Algunos han pertenecido a la banda en sustitución de los miembros originales y otros han colaborado durante periodos mas cortos de tiempo, además de tener participación como vocalistas o músicos de apoyo en algunas grabaciones y/o conciertos de la banda:
| Instrumento  | Nombre                    |
| ------------ | ------------------------- |
| voz          | Prince Buster             |
| voz          | Laurel Aitken             |
| voz          | Desmond Dekker            |
| voz          | Jimmy Cliff               |
| voz          | Bob Marley                |
| voz          | Tony Gregory              |
| trompeta     | Oswald «Baba» Brooks      |
| trompeta     | Raymond Harper            |
| trompeta     | Frank Anderson            |
| trompeta     | Percivall Dillon          |
| trompeta     | Kevin Batchelor           |
| trompeta     | Nathan Breedlove          |
| trompeta     | Hugo Lobo                 |
| trombón      | Rico Rodríguez            |
| trombón      | Will Clark                |
| trombón      | Ronald Wilson             |
| trombón      | Luis Bonilla              |
| sax tenor    | Dennis «Ska» Campbell     |
| sax tenor    | Karl «Cannonball» Bryan   |
| sax tenor    | Wilton Gaynair            |
| sax tenor    | Cedric «I'm» Brooks       |
| sax barítono | Karl Bryan                |
| batería      | Arklan «Dumbago» Parks    |
| batería      | Wacky Henry               |
| teclado      | Audrey Adams              |
| teclado      | Lloyd Richards            |
| piano        | Theophilus Beckford       |
| piano        | Gladstone Anderson        |
| guitarra     | Ernest Ranglin            |
| guitarra     | Harold McKenzie           |
| guitarra     | Devon James               |
| guitarra     | Lyn Taitt                 |
| bajo         | Cluet «Skavoovie» Johnson |

## Discografía
- Ska Authentic (Studio One, 1967)
- Ska Authentic, Vol. 2 (Studio One, 1967)
- African Roots (United Artists, 1978)
- Scattered Lights (Alligator, 1984)
- Return of the Big Guns (Island Records, 1984)
- With Sly & Robbie & Taxi Gang (Vista, 1984)
- Stretching Out live (ROIR, 1987)
- Hog in a Cocoa (Culture Press, 1993)
- I'm in the Mood for Ska (Trojan Records, 1993)
- Ska Voovee (Shanachie, 1993)
- Hi-Bop Ska (Shanachie, 1994)
- In the Mood for Ska (Trojan, 1995)
- Greetings from Skamania (Shanachie, 1996)
- The Skatalite! (Jet Set Records, 1997)
- Foundation Ska (Heartbeat, 1997)
- Ball of Fire (álbum) (Island, 1998)
- Nucleus of Ska (Music Club, 2001)
- Herb Dub, Collie Dub (Motion, 2001)
- Bashaka (2001)
- Ska Splash (Moonska, 2002)
- Lucky Seven (2002)
- From Paris With Love (World Village, 2002) (recorded Berlin 1986)
- Celebration (Studio One, 2002)
- Ska-ta-shot (2002)
- Guns Of Navarone (2003)
- In Orbit vol.1 - Live from Argentina (2005)
- On The Right Track (2007)
- Treasure Isle (2009)
- Walk With Me (2012)
- Platinum Ska (2016)